# André Onana
Pour les articles homonymes, voir Onana.
André Onana, né le 2 avril 1996 à Nkol Ngok (Cameroun), est un footballeur international camerounais qui joue au poste de gardien de but à Manchester United.
Il fait partie du Club des Cent.

## Carrière

### En club
Élève de la Fondation Eto'o au Cameroun, André Onana rejoint en 2010 La Masia du FC Barcelone. Il joue avec les cadets puis avec les juniors. Avec les juniors du Barça, il remporte l'UEFA Youth League en 2014.
En janvier 2015, André Onana signe un pré-contrat avec l'Ajax Amsterdam pour la saison suivante. Il rejoint finalement le club dès février, pour trois ans et demi,. Il évolue dans un premier temps avec la réserve du club néerlandais ou en tant que numéro deux avec l'équipe première.
Après une saison et demie dans les buts de la réserve en 2ème division néerlandaise, il devient titulaire lors de la saison 2016-2017, remplaçant alors Jasper Cillessen parti au FC Barcelone.
En raison de ses bonnes performances, le 16 mai 2017 il prolonge son contrat jusqu'en 2021 avec l'Ajax Amsterdam. Il joue son premier match de Ligue des champions le 26 juillet 2017, lors d'une rencontre qualificative face à l'OGC Nice (1-1).
Courtisé par son ancien club le FC Barcelone mais également l'Inter Milan, il décide finalement de prolonger en avril 2019, son contrat avec l'Ajax Amsterdam jusqu'en 2022.
Le 30 octobre 2020, il est positif au contrôle antidopage (et plus particulièrement au furosémide, diurétique accélérant la dilution des substances dopantes dans les urines et aidant ainsi à éviter un contrôle positif). Le matin du contrôle antidopage hors-compétition, André Onana "ne se sentait pas bien" et aurait voulu prendre un médicament pour apaiser la douleur cependant, il prit par inadvertance un médicament de sa femme (Lasimac). Le 5 février 2021, il est suspendu du football pour un an, par la FIFA. Il ne peut ainsi ni s'entrainer avec ses coéquipiers, ni célébrer les titres qu'il a obtenu avec l'Ajax Amsterdam. Le 10 mai 2021, le Tribunal Arbitral du Sport a rendu son verdict après l'appel du club et du joueur : la suspension du gardien camerounais est réduite de trois mois, passant de douze à neuf mois. Il peut donc rejouer à partir du 4 novembre, et reprendre l'entraînement à partir du 4 septembre.
Le 22 mars 2022, il est victime d'un grave accident de voiture sur la route entre Yaoundé et Douala, où il devait se rendre à un rendez-vous avec la sélection nationale. Il s'en sort indemne malgré un choc violent.
Le 1er juillet 2022, il signe un contrat de cinq ans avec l'Inter Milan . Lors de sa première saison à l'Inter, il joue et perd la finale de la ligue des champions face à Manchester City mais remporte la coupe et la supercoupe d'Italie,,.
Le 20 juillet 2023, Onana quitte l'Inter Milan pour rejoindre le club anglais de Manchester United où il a signé un contrat de 5 ans plus une année en option contre une somme estimée à 52,5 M€, ce transfert est dû notamment pour remplacer David de Gea parti libre et il retrouve son coach à l'Ajax Amsterdam, Erik ten Hag.

### En sélection
Il est appelé pour la première fois en mai 2016 pour un match amical contre la France. Il honore finalement sa première sélection le 6 septembre 2016 contre le Gabon qui se soldera par une victoire 2-1.
Lors de la saison 2018-2019 il dispute 4 matchs de qualification pour la Coupe d'Afrique des Nations où il n'encaisse que 3 buts et réalise 2 cleansheet ; pour 2 victoires, 1 nul et 1 défaite.
À partir de la saison 2018-2019, il devient le Gardien numéro 1 du Cameroun devant Fabrice Ondoa. En juin 2019, il figure parmi la liste des joueurs convoqués pour disputer la Coupe d'Afrique des nations 2019.
André Onana est l'auteur de bonnes performances notamment en qualification pour la Coupe du monde 2022 malgré le fait qu'il ait manqué la moitié des rencontres à cause de sa suspension. Figurant dans la liste des joueurs participant à la Coupe d'Afrique des nations 2021, il y fait de bonnes prestations. Enfin, il a été décisif en match de barrage contre l'Algérie pour qualifier Lions indomptables à leur 8ème phase finale de Coupe du monde.
Le 10 novembre 2022, il est sélectionné par Rigobert Song pour participer à la Coupe du monde 2022. Le 28 novembre 2022, alors que le Cameroun doit affronter la Serbie pour la deuxième journée de groupe de coupe du monde, l’AFP et une source proche de la sélection annoncent que André Onana est écarté du groupe pour des raisons disciplinaires sans préciser le motif exact de cette sanction. Quelques semaines plus tard, le joueur annonce la fin de son parcours international à l'âge de 26 ans.
C'est le 29 août 2023 que Onana est rappelé par le sélectionneur Rigobert Song après qu'Onana n'avait plus été appelé depuis 9 mois. Le 28 décembre 2023, il est retenu dans la liste des vingt-sept joueurs camerounais sélectionnés pour disputer la Coupe d'Afrique des nations 2023.

## Statistiques

### En club
| Saison                | Club                  | Championnat           | Championnat | Championnat | Coupe(s) nationale(s) | Coupe(s) nationale(s) | Supercoupe | Supercoupe | Compétition(s) continentale(s) | Compétition(s) continentale(s) | Compétition(s) continentale(s) | Total | Total |
| Saison                | Club                  | Division              | M.          | B.          | M.                    | B.                    | M.         | B.         | Comp.                          | M.                             | B.                             | M.    | B.    |
| 2014-2015             | Jong Ajax             | Jupiler League        | 13          | 0           | -                     | -                     | -          | -          | -                              | -                              | -                              | 13    | 0     |
| 2015-2016             | Jong Ajax             | Jupiler League        | 24          | 0           | -                     | -                     | -          | -          | -                              | -                              | -                              | 24    | 0     |
| 2016-2017             | Jong Ajax             | Jupiler League        | 2           | 0           | -                     | -                     | -          | -          | -                              | -                              | -                              | 2     | 0     |
| Sous-total            | Sous-total            | Sous-total            | 39          | 0           | -                     | -                     | -          | -          | -                              | -                              | -                              | 39    | 0     |
| 2016-2017             | Ajax Amsterdam        | Eredivisie            | 32          | 0           | 0                     | 0                     | -          | -          | C3                             | 14                             | 0                              | 46    | 0     |
| 2017-2018             | Ajax Amsterdam        | Eredivisie            | 33          | 0           | 1                     | 0                     | -          | -          | C1+C3                          | 2+2                            | 0+0                            | 38    | 0     |
| 2018-2019             | Ajax Amsterdam        | Eredivisie            | 33          | 0           | 4                     | 0                     | -          | -          | C1                             | 18                             | 0                              | 55    | 0     |
| 2019-2020             | Ajax Amsterdam        | Eredivisie            | 24          | 0           | 3                     | 0                     | 1          | 0          | C1+C3                          | 10+1                           | 0+0                            | 39    | 0     |
| 2020-2021             | Ajax Amsterdam        | Eredivisie            | 20          | 0           | 0                     | 0                     | 0          | 0          | C1+C3                          | 6+0                            | 0+0                            | 26    | 0     |
| 2021-2022             | Ajax Amsterdam        | Eredivisie            | 6           | 0           | 2                     | 0                     | -          | -          | C1                             | 2                              | 0                              | 10    | 0     |
| Sous-total            | Sous-total            | Sous-total            | 148         | 0           | 10                    | 0                     | 1          | 0          | -                              | 55                             | 0                              | 214   | 0     |
| 2022-2023             | Inter Milan           | Serie A               | 24          | 0           | 3                     | 0                     | 1          | 0          | C1                             | 13                             | 0                              | 41    | 0     |
| 2023-2024             | Manchester United     | Premier League        | 38          | 0           | 7                     | 0                     | -          | -          | C1                             | 6                              | 0                              | 51    | 0     |
| 2024-2025             | Manchester United     | Premier League        | 34          | 0           | 2                     | 0                     | 1          | 0          | C3                             | 13                             | 0                              | 50    | 0     |
| Sous-total            | Sous-total            | Sous-total            | 72          | 0           | 9                     | 0                     | 1          | 0          | -                              | 19                             | 0                              | 101   | 0     |
| Total sur la carrière | Total sur la carrière | Total sur la carrière | 283         | 0           | 22                    | 0                     | 3          | 0          | -                              | 87                             | 0                              | 395   | 0     |

### En sélection
| Années                | Sélection             | Phases finales            | Phases finales | Phases finales | Phases finales | Éliminatoires | Éliminatoires | Éliminatoires | Éliminatoires | Amicaux | Amicaux | Amicaux | Total | Total | Total |
| Années                | Sélection             | Comp.                     | M.             | B.             | P.d.           | Comp.         | M.            | B.            | P.d.          | M.      | B.      | P.d.    | M.    | B.    | P.d.  |
| --------------------- | --------------------- | ------------------------- | -------------- | -------------- | -------------- | ------------- | ------------- | ------------- | ------------- | ------- | ------- | ------- | ----- | ----- | ----- |
| 2015                  | Cameroun              | -                         | -              | -              | -              | CdM 2018      | -             | -             | -             | 0       | 0       | 0       | 0     | 0     | 0     |
| 2016                  | Cameroun              | Coupe d'Afrique 2017      | 0              | 0              | 0              | CAN 2017      | 0             | 0             | 0             | 1       | 0       | 0       | 1     | 0     | 0     |
| 2016                  | Cameroun              | Coupe d'Afrique 2017      | 0              | 0              | 0              | CdM 2018      | 0             | 0             | 0             | 1       | 0       | 0       | 1     | 0     | 0     |
| 2017                  | Cameroun              | Coupe confédérations 2017 | 0              | 0              | 0              | CAN 2019      | 0             | 0             | 0             | 1       | 0       | 0       | 1     | 0     | 0     |
| 2017                  | Cameroun              | Coupe confédérations 2017 | 0              | 0              | 0              | CdM 2018      | 0             | 0             | 0             | 1       | 0       | 0       | 1     | 0     | 0     |
| 2018                  | Cameroun              | Coupe du monde 2018       | -              | -              | -              | CAN 2019      | 3             | 0             | 0             | 3       | 0       | 0       | 6     | 0     | 0     |
| 2019                  | Cameroun              | Coupe d'Afrique 2019      | 4              | 0              | 0              | CAN 2019      | 1             | 0             | 0             | 1       | 0       | 0       | 8     | 0     | 0     |
| 2019                  | Cameroun              | Coupe d'Afrique 2019      | 4              | 0              | 0              | CAN 2021      | 2             | 0             | 0             | 1       | 0       | 0       | 8     | 0     | 0     |
| 2020                  | Cameroun              | -                         | -              | -              | -              | CAN 2021      | 2             | 0             | 0             | -       | -       | -       | 2     | 0     | 0     |
| 2021                  | Cameroun              | -                         | -              | -              | -              | CAN 2021      | 0             | 0             | 0             | -       | -       | -       | 2     | 0     | 0     |
| 2021                  | Cameroun              | -                         | -              | -              | -              | CdM 2022      | 2             | 0             | 0             | -       | -       | -       | 2     | 0     | 0     |
| 2022                  | Cameroun              | Coupe d'Afrique 2021      | 7              | 0              | 0              | CdM 2022      | 2             | 0             | 0             | 3       | 0       | 0       | 14    | 0     | 0     |
| 2022                  | Cameroun              | Coupe du monde 2022       | 1              | 0              | 0              | CAN 2023      | 1             | 0             | 0             | 3       | 0       | 0       | 14    | 0     | 0     |
| 2023                  | Cameroun              | -                         | -              | -              | -              | CAN 2023      | 1             | 0             | 0             | 1       | 0       | 0       | 3     | 0     | 0     |
| 2023                  | Cameroun              | -                         | -              | -              | -              | CdM 2026      | 1             | 0             | 0             | 1       | 0       | 0       | 3     | 0     | 0     |
| 2024                  | Cameroun              | Coupe d'Afrique 2023      | 1              | 0              | 0              | CAN 2025      | 6             | 0             | 0             | -       | -       | -       | 7     | 0     | 0     |
| 2025                  | Cameroun              | Coupe d'Afrique 2025      | -              | -              | -              | CdM 2026      | 2             | 0             | 0             | -       | -       | -       | 2     | 0     | 0     |
| Total sur la carrière | Total sur la carrière | Total sur la carrière     | 13             | 0              | 0              | -             | 23            | 0             | 0             | 10      | 0       | 0       | 46    | 0     | 0     |

#### Matchs internationaux
Le tableau suivant liste les rencontres de l'équipe du Cameroun dans lesquelles André Onana a été sélectionné depuis le 6 septembre 2016 jusqu'à présent :

## Palmarès

### En club
| FC Barcelone (1)                              | Ajax Amsterdam (6) | Inter Milan (2) | Manchester United (1) |
| --------------------------------------------- | --- | --- | --- |
| - UEFA Youth League (1) : - Vainqueur en 2014 | - Eredivisie (3) : - Vainqueur en 2019, 2021 et 2022 - Vice-champion en 2017 et 2018 - Coupe des Pays-Bas (2) : - Vainqueur en 2019 et 2021 - Finaliste en 2022 - Supercoupe des Pays-Bas (1) : - Vainqueur en 2019 - Ligue Europa (0) : - Finaliste en 2017 | - Coupe d'Italie (1) : - Vainqueur en 2023 - Supercoupe d'Italie (1) : - Vainqueur en 2022 - Ligue des champions (0) : - Finaliste en 2023 | - Coupe d'Angleterre (1) : - Vainqueur en 2024 - Community Shield (0) : - Finaliste en 2024 - Ligue Europa (0) : - Finaliste en 2025 |

### En sélection
| Cameroun (0)                                            |
| ------------------------------------------------------- |
| - Coupe d'Afrique des nations (0) : - Troisième en 2021 |

## Activité extrasportive

### Fondation André Onana
La Fondation André Onana a été créée en 2016, elle est constituée comme une organisation à but non lucratif dont les activités de solidarité se font à travers le monde.
Elle a mené en avril 2022, en partenariat avec l'ONG espagnole « Chirurgiens en action », une campagne de chirurgie pour les enfants de 2 à 18 ans souffrant d'une pathologie congénitale,.

## Récompenses individuelles
- Footballeur camerounais de l'année : 2017
- Meilleur gardien africain CAF : 2019.
- Équipe Eredivisie de l'année : 2019
- Équipe Type de l'année de la CAF : 2019,2023, 2024
- Meilleur gardien du championnat néerlandais : 2019
- 23e Ballon d'or 2023